# Dolina kopaczy
Dolina kopaczy (tyt. oryg. Vale of the Vole) – dziesiąty tom cyklu Xanth amerykańskiego pisarza Piersa Anthony’ego. Po raz pierwszy ukazał się w 1987 roku, w Polsce przetłumaczony przez Nelę Szurek i wydany przez Dom Wydawniczy „Rebis” w 1994 roku.